# Fusō-Klasse
Die Fusō-Klasse (japanisch 扶桑型戦艦 Fusō-gata senkan) war eine Klasse von zwei Schlachtschiffen der Kaiserlich Japanischen Marine, die im Ersten und im Zweiten Weltkrieg zum Einsatz kamen.

## Vorgeschichte
Der Entwurf der Schlachtschiffe der Fusō-Klasse entstand im anhaltenden Seewettrüsten und im Wunsch des japanischen Marineministeriums, eine Flotte zu unterhalten, die stark genug sein sollte, um in einem möglichen Gefecht mit der United States Navy zu bestehen. 1905, im letzten Jahr des Russisch-Japanischen Krieges, hatte die Schlachtschiffflotte große Erfolge erzielt, die in der Zerstörung des zweiten und dritten russischen Pazifikgeschwaders in der Schlacht von Tsushima gipfelten. 1907 hatte der Militärtheoretiker Satō Tetsutarō in seinem Buch History of Naval Defense argumentiert, dass eine Auseinandersetzung mit den USA im Pazifik unvermeidlich sei. Er forderte daher, dass Japan eine Flotte von Großkampfschiffen unterhalten sollte, die mindestens 70 % so groß sein müsse wie die der USA. Dieses Verhältnis, so Satō, würde Japan in die Lage versetzen, im Falle eines möglichen Konflikts mit den USA diese in einer Entscheidungsschlacht zu besiegen. Um dies zu erreichen, beabsichtigte die Marineführung den Bau von acht Schlachtkreuzern und acht Schlachtschiffen. Aufgrund der wirtschaftlichen Verhältnisse nach dem Krieg mit Russland war jedoch ein solch großes Bauprogramm unmöglich. Stattdessen genehmigte die Regierung 1911 den Bau von vier Schlachtkreuzern sowie der Fusō, der 1913 die Yamashiro folgte.

## Einheiten
Beide Schiffe wurden meist gemeinsam eingesetzt. Ihr Einsatz bei der Operation Shō-Gō 1, dem japanischen Plan zur Abwehr der amerikanischen Invasion auf den Philippinen im Oktober 1944, bei dem sie auch verloren gingen, wird kontrovers diskutiert. Während ursprünglich nur von einer japanischen Köderflotte bei Cape Engano ausgegangen wurde, deuten neue Erkenntnisse darauf hin, dass auch beide Einheiten der Fusō-Klasse von der japanischen Führung vorsätzlich auf einen Kurs geschickt wurden, der ihren Verlust wahrscheinlich machte, um auch den zweiten Sicherungsverband der Amerikaner, die Task Group 77.2, von der Transportflotte weg und weit in die Surigao-Straße hinein zu locken.
| Name             | Bauwerft             | Kiellegung        | Stapellauf       | Indienststellung | Verbleib |
| ---------------- | -------------------- | ----------------- | ---------------- | ---------------- | --- |
| Fusō (扶桑)      | Marinewerft Kure     | 11. März 1912     | 28. März 1914    | 8. November 1915 | versenkt am 25. Oktober 1944 in der Schlacht in der Surigaostraße, nach Angriff durch amerik. Zerstörer und Schnellboote             |
| Yamashiro (山城) | Marinewerft Yokosuka | 20. November 1913 | 3. November 1915 | 31. März 1917    | versenkt am 25. Oktober 1944 in der Schlacht in der Surigaostraße, nach Angriff durch amerik. Schlachtschiffe, Kreuzer und Zerstörer |

## Technische Beschreibung
Das Schiff hatte eine Gesamtlänge von 205,50 m, eine Länge zwischen den Loten von 192 m und eine Kielwasserlinie von 202,70. Die Breite betrug 28,70 m und der Tiefgang 8,70 m. Die Verdrängung lag zwischen 30.600 tn.l. und 39.154 t n.l.

### Antrieb
Die Schiffe waren mit vier Brown-Curtis-Dampfturbinen ausgestattet, die jeweils eine Welle antrieben und insgesamt 40.000 Shp (29.420 kW) entwickelten, mit der sie eine Höchstgeschwindigkeit von 23 Knoten (43 km/h) erreichte. Der Dampf wurde von 24 Miyabana-Wasserrohrkesseln geliefert. Die Schiffe konnten maximal 5.022 tn.l. Kohle oder 1.026 tn.l. Heizöl mitführen, was ihnen bei 14 Knoten (26 km/h) eine Reichweite von 8.000 Seemeilen (14.800 km) ermöglichte. Die Besatzung des Schiffes bestand aus 1193 Offizieren und Mannschaft.

### Bewaffnung

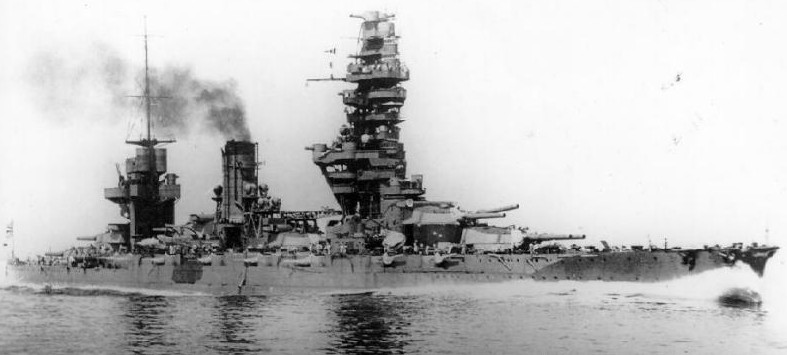
Die Fusō nach den Umbauten von 1933 mit pagodenartigem Brückenturm

Die Hauptbewaffnung bestand aus zwölf 36-cm-Kanonen in sechs Zwillingsgeschütztürmen mit einem Gewicht von 699 Tonnen. Die Türme befanden sich entlang der Mittelachse, zwei vor, zwei hinter und zwei zwischen den Aufbauten. Die 16 m langen Geschütze hatten einen Seitenrichtbereich von 300 Grad. Die Kanonen selbst wogen 86 t und hatten bei einer maximalen Elevation von 25° und einer Mündungsgeschwindigkeit von 770 m/s eine Reichweite von 27.800 m. Sie verschossen 635 kg schwere Granaten mit einer Kadenz von etwa zwei Schuss pro Minute. Die seitliche Ausrichtung erfolgte mit einer Geschwindigkeit von 3 Grad pro Sekunde. Die Erhöhung und Absenkung der Rohre erfolgte mit einer Geschwindigkeit von 5 Grad pro Sekunde.

### Sekundärbewaffnung
Die Sekundärbewaffnung setzte sich aus achtzehn 14-cm-Geschützen in neun Kasematten an Backbord und Steuerbord zusammen. Die 7,6 m langen Geschütze waren auf Einzellaffeten mit einem Seitenrichtbereich von 140 Grad montiert. Die Kanonen selbst wogen 8.360 kg und hatten bei einer maximalen Elevation von 15° und einer Mündungsgeschwindigkeit von 850 m/s eine Reichweite von 21.000 m. Sie verschossen 45 kg schwere Granaten mit einer Kadenz von etwa zwei Schuss pro Minute. Zusätzlich hatten die Schiffe jeweils drei 533-mm-Torpdeorohre an jeder Breitseite installiert.

### Panzerung
Die Fusō-Klasse verfügte über einen Panzergürtel aus Krupp-Zementstahl. Mittschiffs war er 305 mm dick und bildete mit 305 mm starken Querschotten die gepanzerte Zitadelle. Davor und dahinter verjüngte er sich auf 102 mm. Die Geschütztürme waren zwischen 228 und 280 mm dick und hatten ein 76 mm dickes Dach. Die darunter liegenden Barbetten hatten eine Panzerung von 203 bis 305 mm. Die Kasematten für die 152-mm-Kanonen waren mit 152 mm gepanzert. Der Kommandoturm war rundherum mit 351 mm geschützt und hatte ein 152 mm dickes Dach. Der horizontale Schutz bestand aus einem Panzerdeck mit einer Stärke von 32 bis 51 mm.

### Umbauten

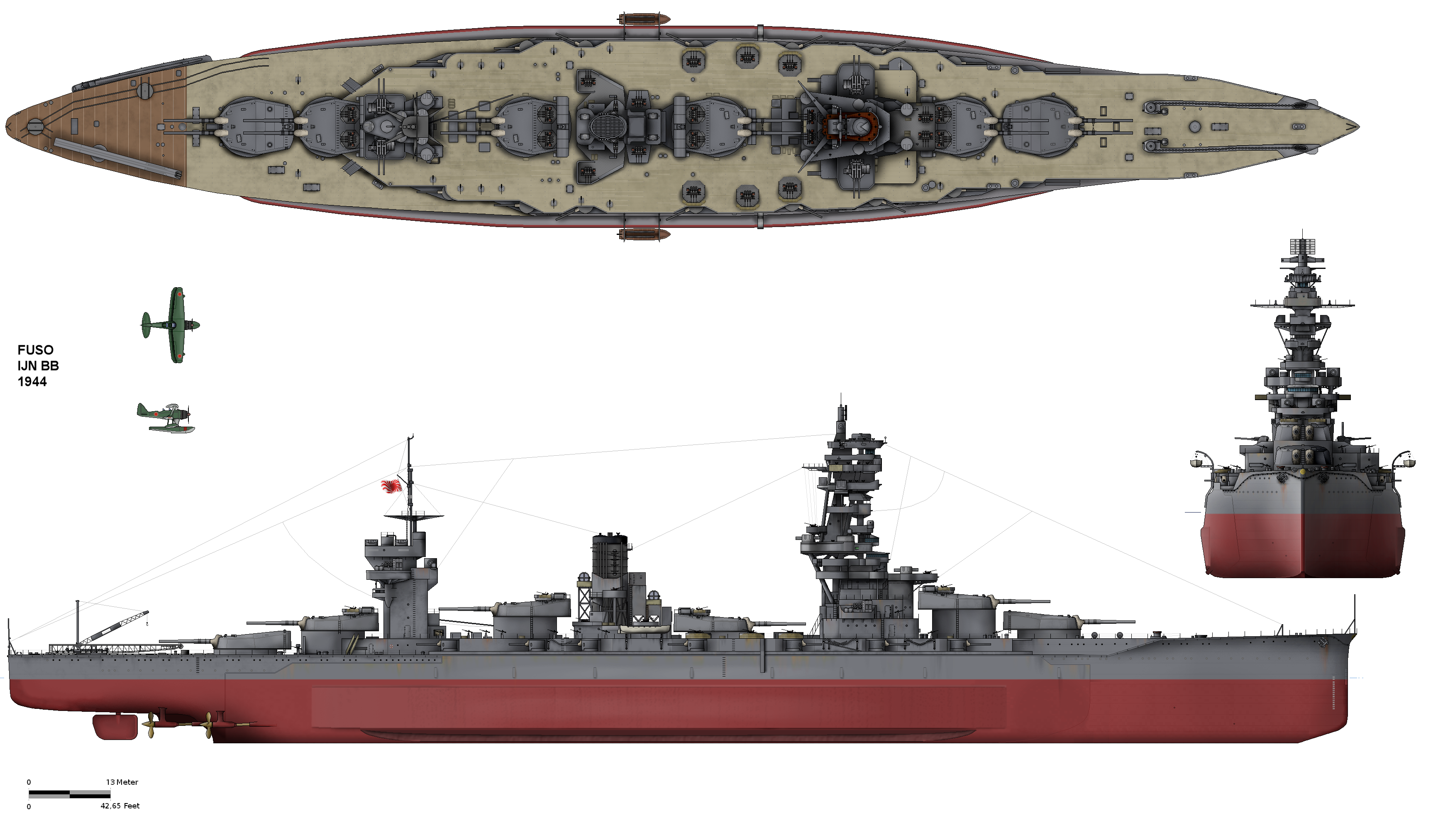
Zeichnung der Fusō im letzten Bauzustand von 1944

In den 1930er-Jahren wurden beide Schiffe einer umfassenden Modernisierung unterzogen.
Der ursprüngliche Antrieb wurde durch sechs ölbefeuerte Kampon-Kessel sowie vier Kampon-Turbinen ersetzt. Dadurch erhöhte sich ihre Leistung auf 75.000 shp und ihre Reichweite auf 11.800 Seemeilen. (21.900 km) Besonderes Augenmerk wurde auf den Schutz gelegt. Die horizontale Panzerung wurde auf 104 mm erhöht und zwei Torpedowülste wurden hinzugefügt, die von der Oberseite des Gürtels bis zur Unterseite des Rumpfes reichten. Die Dächer der Geschütztürme wurden auf 114 mm erhöht und weitere 76 mm dicke Querschotten wurden zum Unterwasserschutz installiert. Gleichzeitig wurden die Aufbauten umgestaltet. Der frühere Dreibeinmast wurde durch einen pagodenartigen Turm ersetzt und der achtere Kontrollturm wurde erhöht. Durch die Verringerung der Anzahl der Kessel konnte der vordere Schornstein entfernt werden.

### Feuerleitung
Die Schiffe waren mit mehreren Entfernungsmessern ausgestattet. Dies waren zwei 3,5-Meter- und zwei 1,5-Meter-Entfernungsmesser in den vorderen Aufbauten, ein 4,5-Meter-Entfernungsmesser auf dem Dach des Turms Nr. 2 und 4,5-Meter-Entfernungsmesser in den Türmen 3, 4 und 5.